# Фаворский, Антон Павлович
Антон Павлович Фаворский (1940—2013) — российский учёный (прикладная математика), доктор физико-математических наук (1980), профессор (1989).

## Биография
Родился 29 августа 1940 г. в Москве в семье учителей Павла Алексеевича и Клавдии Ивановны Фаворских.
Окончил среднюю школу № 325 (1957), аэромеханический факультет Московского физико-технического института (1958-1964) и был оставлен в его аспирантуре. В 1966 г. перевёлся в аспирантуру Института прикладной математики имени М. В. Келдыша АН СССР. Кандидат физико-математических наук (1971), тема диссертации: «Решение некоторых нелинейных задач динамики низкотемпературной плазмы» (научный руководитель А. А. Самарский).
В 1965—1994 годах инженер, младший научный сотрудник (1968), старший научный сотрудник Института прикладной математики имени М. В. Келдыша АН СССР.
Доктор физико-математических наук (1980), тема диссертации: «Численное моделирование двумерных нестационарных гидродинамических процессов». В 1989 г. присвоено учёное звание профессора.
В 1972—1995 гг. по совместительству преподавал в МГУ: ассистент, доцент  кафедры вычислительной математики(1972), с 1990 профессор кафедры вычислительных методов. С 1995 года штатный профессор той же кафедры. Читал курсы лекций «Введение в численные методы», «Векторные и тензорные математические модели».
Область научных интересов: математическое моделирование, вычислительные методы.
Соавтор научного открытия с приоритетом от 1965 года - нового физического явления – Т-слоя.
Лауреат премии Ленинского комсомола в области науки и техники (1972), награждён медалями «За трудовое отличие» (1986), «В память 850-летия Москвы» (1997). Заслуженный профессор Московского университета (2004).
Умер 17.06.2013 после тяжёлой продолжительной болезни, похоронен на кладбище «Ракитки».

## Труды
Автор более 120 научных работ, в том числе:

### Книги
- Разностные методы решения двумерных задач газовой динамики : [Учеб.-метод. пособие] / В. Ф. Тишкин, А. П. Фаворский. - М. : ЦНИИатоминформ, 1982. - 54 с.
- Разностные схемы на нерегулярных сетках — Минск, 1996, 273 с. (соавтор А. А. Самарский и др.);
- Вводные лекции по численным методам — М., Логос, 2004, 183 с. (соавтор Д. П. Костомаров);
- Векторные и тензорные модели (учебное пособие) — М., МАКС Пресс, 2008, 120 с. (соавторы В. Я. Карпов, А. Б. Хруленко).

### Избранные статьи
- Вариационно-дискретные модели уравнений гидродинамики // Дифференциальные уравнения, т. ХVI, 1980, № 7, с. 1308—1321;
- Математическое моделирование кровообращения на основе программного комплекса CVSS // В сборнике: Компьютерные модели и прогресс в медицине — М., Наука, 2001, с. 194—218 (соавтор А. Я. Буничева и др.);
- Разностная схема газовой динамики с использованием параметров Римана // Дифференц. уравнения, 2002, т. 38, № 7, с. 936—942 (соавт. Бакирова М. И., Гапоненко А. Ю., Моисеев Т. Е., Никишин В. В., Тюрина Н. Н.);